# Escala de barrots

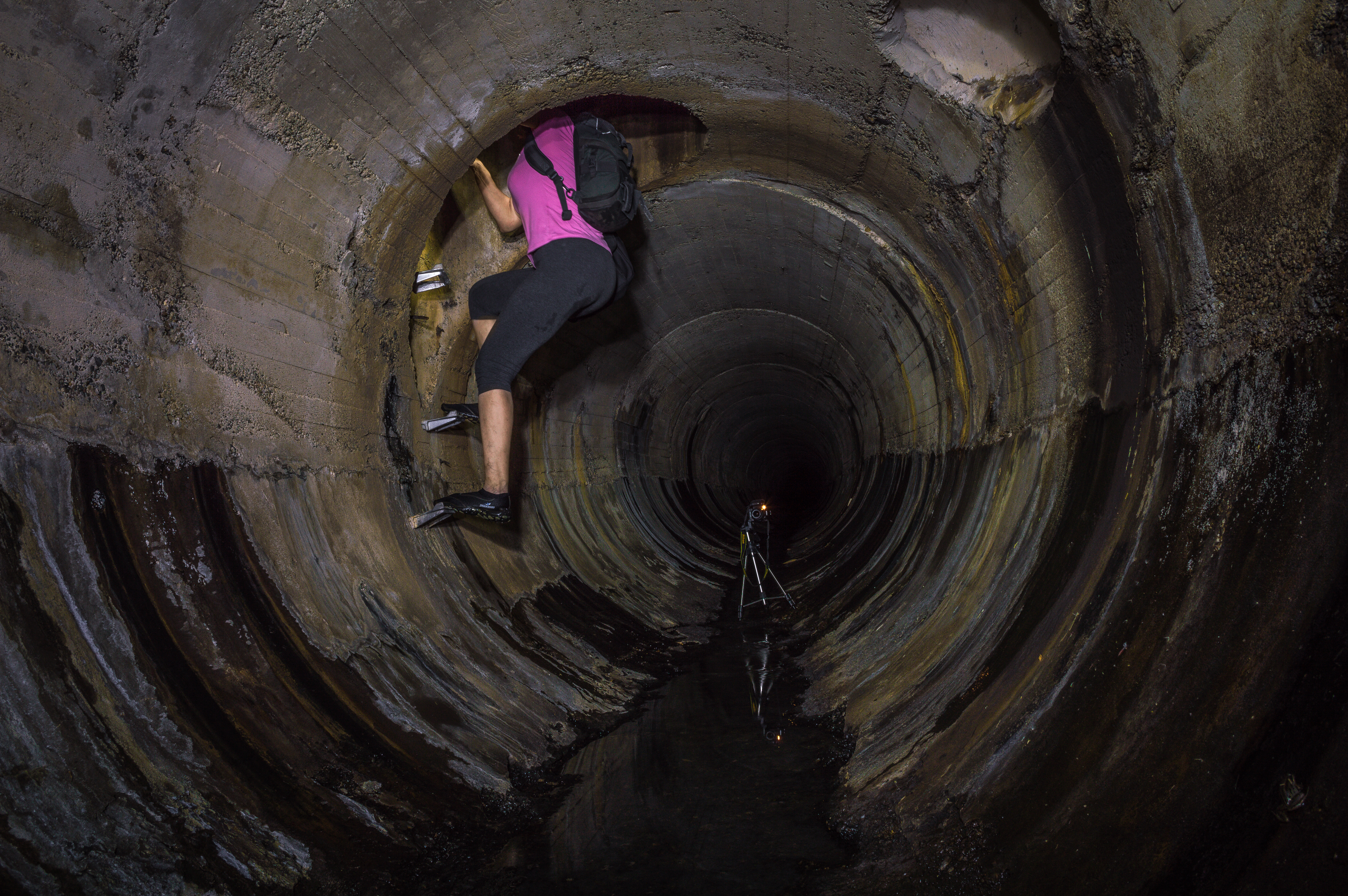
Noia enfilada a una escala de barrots

Una escala de barrots o escala de gat, (en anglès monkey ladder) és una escala que consisteix en graons fets de barrots horitzontals de ferro doblegats amb forma de una "U", fixats sòlidament a una paret o mur de certa alçària,.que s'utilitza per no haver de recolzar-hi una escala de mà, quan cal pujar a llocs de difícil accés, com pot ser un dipòsit de grans dimensions, les altes xemeneies construïdes a les fàbriques durant de la revolució industrial, la caseta d'un transformador d'alta tensió, la torreta d'un submarí, etc...

## Característiques
És d'un disseny senzill i pràctic. Consisteix en esglaons horitzontals de ferro, massissos o tubulars, fixats directament a una paret o superfície. Aquests esglaons permeten pujar fàcilment a nivells elevats i s'utilitzen habitualment a part dels casos abans esmentats per accedir a les golfes, o altres espais superiors, El terme anglès "monkey ladder" prové del fet que la forma de pujar-la s'assembla a la manera com els monos s'enfilen als arbres.

## Construcció[6]

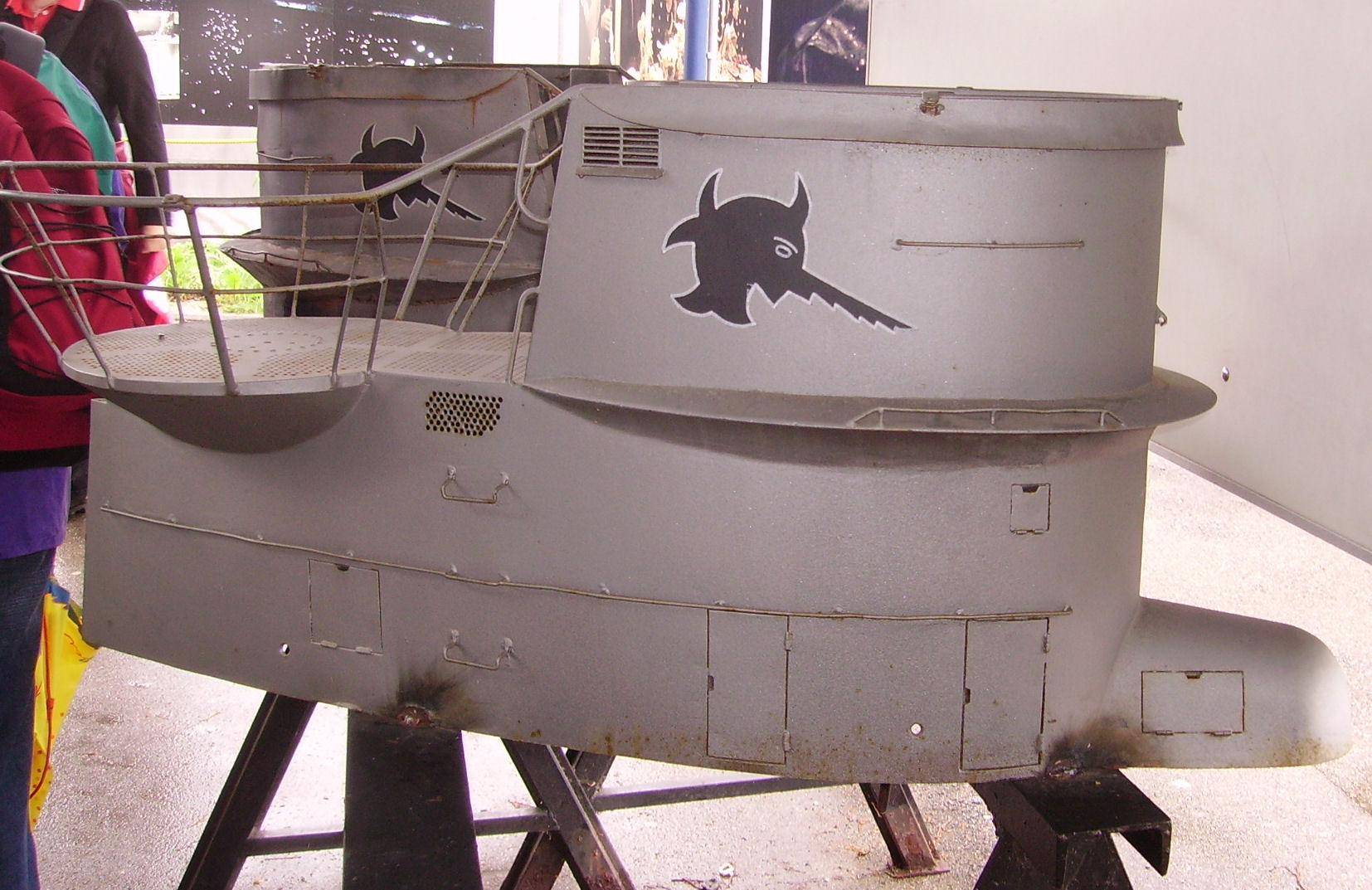
Escala de barrots (maqueta de la torreta d'un U-Boot 96)

Una escala de barrots se sol fer de manera segura fixant esglaons de ferro sobre una paret a intervals regulars. És un mètode senzill que proporciona accés funcional sense necessitat d'una escala vertical completa.
- L'escala ha d'estar fermada a uns punts de subjecció reforçats.
- Els esglaons han de ser de ferro, d'acer o d'un material equivalent.
- Els barrots de ferro de ferro han de tenir una resistència adequada.
- Els esglaons han de mesurar 400 mm d'amplada i han de tenir com a mínim 25 mm de gruix.
- Els esglaons s'han de disposar uniformement a intervals no inferiors de 310 mm ni superiors a 350 mm.
- Les escales de barrots han de disposar d'un certificat emès per un enginyer que en certifiqui la seguretat

## Cèrcol salvavides
A part del fet que els barrots horitzontals de ferro han d'estar fixats rígidament a l'estructura, ja sigui de formigó o de ferro, i han de tenir una secció no inferior a 25 mm. Quan la paret, mur, dipòsit o caseta, tingui una alçada considerable (p.e.:de més de 4 metres), és recomanable protegir l'escala amb una sèrie de cèrcols salvavides, és a dir fer que disposin del que en anglès es denomina gangway.